# Twangste belokobylskiji
Twangste belokobylskiji (лат.) — ископаемый вид перепончатокрылых наездников, единственный в составе рода Twangste и трибы Twangsteini из семейства Ichneumonidae. Был обнаружен в эоценовом балтийском янтаре (Калининградская область, возраст около 40 млн лет), добытом предположительно в 2022 году.

## Этимология
Родовое название происходит от прусского городища Twangste, на месте которого в XIII веке возник город Кёнигсберг. Видовое название дано в честь российского гименоптеролога Сергея Александровича Белокобыльского (Зоологический институт РАН, Санкт-Петербург, Россия).

## Описание
Мелкого размера перепончатокрылые наездники. Длина тела 3,6 мм, длина переднего крыла 2,5 мм. Жгутик усика состоит из 15 сегментов. Нижнечелюстные щупики 4-, лабиальные — 3-члениковые. Вид Twangste belokobylskiji был впервые описан по остаткам в янтаре в 2024 году российским энтомологом Андраником Рафаеловичем Манукяном (Музей янтаря, Калининград, Россия). Вид выделен в монотипические род Twangste и трибу Twangsteini из подсемейства Pimplinae (Ichneumonidae). По строению груди (развитым валикам и полной ареолизацией проподемуа) род сближаются с группой родов Polysphincta (триба Ephialtini) и с трибой Theroniini. Триба Twangsteini интерпретируется как вымершая, базальная и в то же время сильно продвинутая филогенетическая линия Pimplinae. Это заключение основано на ряде признаков, по которым она напоминает мезозойское подсемейство Labenopimplinae, а также на ряде апоморфий и плезиоморфий. Морфологическое сходство с современной группой родов «Polysphincta» является основанием для предположения, что Twangste развивался как паразитоид на взрослых пауках (Aranea) или в их яйцевых коконах, предположительно являющихся основной биологией для группы родов Polysphincta.